# بهية بوسعد
بهية بوسعد هي عداءة جزائرية معتزلة وُلدت في 31 يناير 1979، وتخصصت في سباقات المشي، ومثلت الجزائر في دورة الألعاب الأولمبية الصيفية عام 2000.

## المشاركات والميداليات
شاركت بهية بوسعد في عدة نسخ من بطولة افريقيا لالعاب القوى، وحصلت منها على الميدالية الذهبية في سباق 20 كيلومتر مشي في عام 2000، ثُم على الميدالية الفضية في نفس الفئة عام 2002، ثُم حصلت على الميدالية البرونزية في نفس الفئة في عام 2004، كما توجت بالميدالية الذهبية في سباق 10000 متر - مشي في دورة الألعاب العربية عام 2004، وفي دورة الألعاب الأفرو-أسيوية في عام 2003، وفازت بالميدالية البرونزية في نفس الفئة في دورة الألعاب الإفريقية عام 1999. شاركت بهية بوسعد في دورة الألعاب الأولمبية الصيفية التي أقيمت عام 2000 في مدينة سيدني بأستراليا، حيث احتلت المرتبة الخامسة والأربعين في سباق 20 كيلومتر مشي بعدما أنهت السباق في وقت قدره 1:52.50 دقيقة. ويوضح الجدول التالي أهم المُسابقات والبطولات التي شاركت فيها بهية بوسعد، وأبرز الميداليات والألقاب التي حققتها في البطولات والمسابقات المختلفة:
| العام | المسابقة                       | المكان                    | المنافسات            | الترتيب/الميدالية                   | ملاحظات                                |
| ----- | ------------------------------ | ------------------------- | -------------------- | ----------------------------------- | -------------------------------------- |
| 1999  | دورة الألعاب الإفريقية         | جوهانسبرغ، جنوب إفريقيا   | سباق 10000 متر - مشي | المركز الثالث (الميدالية البرونزية) | أنهت السباق في وقت قدره 51:31 دقيقة    |
| 2000  | بطولة إفريقيا لألعاب القوى     | الجزائر العاصمة، الجزائر  | سباق 20 كيلومتر مشي  | المركز الأول (الميدالية الذهبية)    | أنهت السباق في وقت قدره 49:33 دقيقة    |
| 2000  | دورة الألعاب الأولمبية الصيفية | سيدني، أستراليا           | سباق 20 كيلومتر مشي  | المركز الخامس والأربعين             | أنهت السباق في وقت قدره 1:52.50 دقيقة  |
| 2002  | بطولة إفريقيا لألعاب القوى     | تونس العاصمة، تونس        | سباق 20 كيلومتر مشي  | المركز الثاني (الميدالية الفضية)    | أنهت السباق في وقت قدره 49:57 دقيقة    |
| 2003  | دورة الألعاب الإفريقية         | أبوجا، نيجيريا            | سباق 20 كيلومتر مشي  | المركز الرابع                       | أنهت السباق في وقت قدره 1:51.48 دقيقة  |
| 2003  | دورة الألعاب الأفرو-أسيوية     | حيدر آباد، الهند          | سباق 10000 متر - مشي | المركز الأول (الميدالية الذهبية)    | أنهت السباق في وقت قدره 51:23.70 دقيقة |
| 2004  | بطولة إفريقيا لألعاب القوى     | برازافيل، جمهورية الكونغو | سباق 20 كيلومتر مشي  | المركز الثالث (الميدالية البرونزية) | أنهت السباق في وقت قدره 1:46.12 دقيقة  |
| 2004  | دورة الألعاب العربية           | الجزائر العاصمة، الجزائر  | سباق 10000 متر - مشي | المركز الأول (الميدالية الذهبية)    | أنهت السباق في وقت قدره 53:39.9 دقيقة  |
| 2005  | ألعاب البحر الأبيض المتوسط     | المرية، إسبانيا           | سباق 20 كيلومتر مشي  |                                     |                                        |
| 2006  | بطولة إفريقيا لألعاب القوى     | بامبوس، موريشيوس          | سباق 20 كيلومتر مشي  | المركز الرابع                       | أنهت السباق في وقت قدره 1:47:34 دقيقة  |
| 2007  | دورة الألعاب الإفريقية         | الجزائر العاصمة، الجزائر  | سباق 20 كيلومتر مشي  | المركز الخامس                       | أنهت السباق في وقت قدره 1:51:56 دقيقة  |
| 2008  | بطولة إفريقيا لألعاب القوى     | أديس أبابا، إثيوبيا       | سباق 20 كيلومتر مشي  | المركز السادس                       | أنهت السباق في وقت قدره 1:41:53 دقيقة  |